# Miss Spider's Sunny Patch Friends
Miss Spider's Sunny Patch Friends (Brasil: Os Amigos do Sunny Patch da Miss Spider / Portugal: Mãe Aranha) é um desenho animado estadunidense-canadense. No Brasil, foi transmitido originalmente pelo Discovery Kids de 22 de dezembro de 2008 a 2011 de segunda a sexta (re-exibições também ocorreram até 30 de setembro de 2016), e nos Estados Unidos pelo Nickelodeon as 12 horas de 7 de setembro de 2004 a 26 de outubro de 2008. Também foi exibido pela TV Cultura sob a alcunha Os Amigos da Miss Spider, de 17 de julho de 2006 a 2012. O SBT quase comprou, mas tinha interesse nos desenhos Hi Hi Puffy AmiYumi e Liga da Justiça. Foi exibida no Brasil também pelo Cartoon Network, com o nome de Bosque do Sol da Dona Aranha, que teve estreia em 21 de dezembro de 2009.

## Enredo
Uma série encantadora em computação gráfica traz uma família de aranhas aventureiras. Produzida pelo canal norte-americano Nickelodeon, o desenho transporta as crianças a um mundo mágico de insetos em miniatura, com a descoberta de todos os seus domínios, seja nas árvores, campos, pântanos, flores e até sob as folhas.
No tronco oco de uma árvore vive Miss Spider, seu marido Holley e seus filhos. Sua casa é muito acolhedora, decorada com flores frescas, tapetes e móveis rústicos. Compartilhando a mesma árvore, na parte superior, vive uma grande família de abelhas liderada pela abelha rainha Beatriz, a melhor amiga da Miss Spider. No sótão, mora o senhor Aracnídeo e sua esposa. Os amigos de Miss Spider vivem uma série de aventuras e aprendem a solucionar problemas estabelecidos no começo de cada episódio.

## Personagens

### Família de Miss Spider
- Flora / Miss Spider - Uma aranha amarela mãe de uma grande família. Perdeu seus pais quando criança até ser encontrada pela besoura Bettie e ser adotada por ela. Miss Spider tenta ser um tipo de mãe carinhosa e dar tempo igual a todos os seus muitos filhos. Ela acredita firmemente que todos tem que "Ser bons com todos os bichinhos".
- Holley - O marido de Miss Spider. Uma aranha baixinha, laranja, de óculos e uma boina verde. Holley é músico e gosta de tocar seu violão. Ele também tem uma pedra especial da qual ele pensa em tomar suas decisões, incluindo a decisão mais importante de sua vida para se casar com a Miss Spider.
- Esguicho (Squirt) - Um jovem garoto aranha verde filho de Miss Spider. Esguicho é considerado o personagem principal dentre os demais filhos de Miss Spider pelo fato de ser o protagonista da maioria dos episódios. Esguicho é bastante aventureiro e vive voando numa prancha feita de teia. Sua principal frase é "Insetos a Solta!".
- Jóia (Shimmer) - Uma jovem besoura rosa filha adotiva de Miss Spider. Ela perdeu seus pais quando ainda era bebê no meio de um campo de flores até se encontrar com Dragão e Pipoca e posteriormente ser adotada por Miss Spider.
- Pipoca (Bounce) - Um pequeno inseto azul filho adotivo de Miss Spider. Ele é um inseto batante agitado e energético que adora correr e comer. Pouco se sabe sobre a origem de Pipoca, pois a única coisa que se sabe é que ele era órfão até se encontrar com Jóia e Dragão e depois ser adotado por Miss Spider. Pipoca é uma espécie de inseto redondo, de apenas duas patas que lhe servem como pés e um par de antenas. Ele é um percevejo de cama, apesar de na maioria dos episódios ser referido com um pulgão.
- Dragão (Dragon) - Um jovem garoto libélula púrpura filho de adotivo de Miss Spider. Ele é o filho mais velho da família muitas vezes se mostrando como líder nas aventuras. Ele é órfão desde que seu ovo foi abandonado em uma lagoa até ele se encontrar com Jóia e Pipoca e depois ser adotado por Miss Spider.
- Floco-de-Neve e Jasmim (Snowdrop & Pansy) - São duas aranhas amarelas e irmãs gêmeas filhas de Miss Spider. Floco-de-Neve se caracteriza-se por seu laço verde (vermelho em "As Aventuras de Miss Spider") e Jasmim por seu laço púrpura. As duas são boas cantoras, mas Jasmim não consegue cantar direito sem sua irmã.
- Ginga (Wiggle) - Um garoto aranha azul filho de Miss Spider. Ele tende a ser o mais sentimental da família. Ganhou esse nome por ser bastante agitado.
- Gira-Gira (Spinner) - Um garoto aranha amarelo filho de Miss Spider. Ele é muito parecido com seu pai Holley possuindo os mesmos óculos dele. Gira-Gira ganhou esse nome por adorar girar na sua teia.
- Vovó Bettie - Uma velha besoura verde mãe adotiva de Miss e avó de seus vários netos.
- Gus - Um besouro vermelho e verde filho de Betty e irmão de Miss Spider. Na dublagem brasileira ele fala com um sotaque caipira.

### Sunny Patch
- Aracnídeo (Spiderus) - Uma aranha enorme branca vizinho de Miss Spider e sua família. Primeiramente visto como vilão Aracnídeo queria se casar com Miss Spider até ela se casar com Holley. Ele tentou de tudo para poder acabar com Holley e se casar com Miss Spider até encontrar seu verdadeiro amor: Spindella. Antes de se casar com Spindella ele era muito malvado e cruel sempre tentando usar sua teia para comer os outros bichinhos. Aparentemente Aracnídeo não gosta de crianças pelo fato de sempre tentar incomodar os filhos de Miss Spider na série. Ele se torna mais calmo a partir da segunda temporada da qual nascem seus filhos.
- Spindella - Uma aranha enorme magenta esposa de Aracnídeo. Diferente de seu marido Spindella tem um bom coração e adora crianças e vive sonhando em ter filhos. Na segunda temporada ela finalmente vira mãe.
- Beatriz (Beetrice) - A abelha rainha amiga de Miss Spider. A partir do terceiro filme ganha uma filha chamada Mel.
- Fedorento (Stinky) - Um percevejo verde amigo de Miss Spider e sua família. Ele vive soltando mau cheiro para desespero de todos. Ele tem uma irmã chamada Baforada e também é pai adotivo de Grace.
- Ned e Ted - Duas formigas enormes vermelhas. São muito preguiçosos e malandros e só pensam em comida fácil.
- Félix - Um jovem sapo grande amigo de Esguicho e sua família. Foi introduzido no segundo filme "A Rã Secreta". Diferente dos outros sapos Félix não gosta de comer insetos, apenas frutinhas.
- Mel (Honey) - Filha de Beatriz e princesa da colméia. Foi introduzida no terceiro filme.
- Mandrake - Filho de Aracnídeo e Spindella. Ele é muito parecido com o pai.
- Baforada (Whiffy) - Irmã de Fedorento. Vive em uma floresta diferente e visitava o primo de vez em quando. Atualmente mora com ele para ser mãe adotiva de Grace.
- Grace - Uma joaninha laranja que havia perdido seus pais no Sunny Patch. Ela foi adotada por Fedorento e Baforada por conseguir aguentar o cheiro deles.

## Visão geral
| Temporadas | Temporadas | Episódios | Exibição original     | Exibição original       | Exibição no Brasil | Exibição no Brasil | Estreia em Portugal | Estreia em Portugal |
| Temporadas | Temporadas | Episódios | Estreia               | Final                   | Estreia            | Final              | Estreia             | Final               |
| ---------- | ---------- | --------- | --------------------- | ----------------------- | ------------------ | ------------------ | ------------------- | ------------------- |
|            | 1          | 14        | 7 de setembro de 2004 | 14 de fevereiro de 2005 | TBA                | TBA                | TBA                 | TBA                 |
|            | 2          | 12        | 15 de março de 2005   | 16 de março de 2006     | TBA                | TBA                | TBA                 | TBA                 |
|            | 3          | 17        | 18 de março de 2006   | 26 de outubro de 2008   | TBA                | TBA                | TBA                 | TBA                 |

| Especial | Especial | Exibição original   | Exibição original   | Exibição no Brasil | Exibição no Brasil | Estreia em Portugal | Estreia em Portugal |
| -------- | -------- | ------------------- | ------------------- | ------------------ | ------------------ | ------------------- | ------------------- |
|          | Especial | 24 de julho de 2006 | 24 de julho de 2006 | TBA                | TBA                | TBA                 | TBA                 |

### Primeira Temporada (2004-2005)
| N.º (série) | N.º (temp.) | Título                                                                    |
| ----------- | ----------- | ------------------------------------------------------------------------- |
| 1           | 1a          | "Eu Vou Voar (BR)" "I'll Fly Away"                                        |
| 2           | 1b          | "A Metamorfose (BR)" "All Pupa'ed Out"                                    |
| 3           | 2a          | "O Dia da Mamãe Inseto (BR)" "Bug Your Mom Day"                           |
| 4           | 2b          | "Um Dia Nublado no Sunny Patch (BR)" "A Cloudy Day in Sunny Patch"        |
| 5           | 3a          | "Algo Cheira Mal no Sunny Patch (BR)" "Something's Stinky in Sunny Patch" |
| 6           | 3b          | "Caminhando e Escutando (BR)" "The Listening Walk"                        |
| 7           | 4a          | "Um Docinho de Barata (BR)" "Country Bug-Kin"                             |
| 8           | 4b          | "Uma Estrela Caiu no Sunny Patch (BR)" "A Star Feel on Sunny Patch"       |
| 9           | 5a          | "Um Pouco Devagar (BR)" "A Little Slow"                                   |
| 10          | 5b          | "Atrás dos Feijões Pulantes (BR)" "Stalking the Beanstalk"                |
| 11          | 6a          | "O Circo da Família (BR)" "Family Circus"                                 |
| 12          | 6b          | "Oito Não é o Suficiente (BR)" "Eight is Not Enough"                      |
| 13          | 7a          | "A Rosa Mística (BR)" "The Marin Rose"                                    |
| 14          | 7b          | "Uma Situação Grudenta (BR)" "A Sticky Situation"                         |
| 15          | 8a          | "O Dia do Cerne (BR)" "Happy Heartwood Day"                               |
| 16          | 8b          | "As Regras da Casa do Chão (BR)" "Ground House Rules"                     |
| 17          | 9a          | "Meus Irmãos Voadores (BR)" "Fly Away Friends"                            |
| 18          | 9b          | "Uma História de Ninar (BR)" "Bedtime Story"                              |
| 19          | 10a         | "Cante, Irmãzinha! (BR)" "Sing It Sister"                                 |
| 20          | 10b         | "Formigação (BR)" "Ant-tution"                                            |
| 21          | 11a         | "Enrolado na Teia (BR)" "What A Tangled Web"                              |
| 22          | 11b         | "Inseto Chorão (BR)" "Cry Buggie"                                         |
| 23          | 12a         | "A Obra de Arte do Ginga (BR)" "Wiggle's Squiggles"                       |
| 24          | 12b         | "O Jogo (BR)" "Basketberry Blues"                                         |
| 25          | 13a         | "Um Conto Assustador (BR)" "A Scary Scary Tale"                           |
| 26          | 13b         | "A Peça do Bu (BR)" "A Bug-a-Boo Day Play"                                |
| 27          | 14a         | "Lorota (BR)" "Humbug"                                                    |
| 28          | 14b         | "Viajando pela Neve (BR)" "Dashing Through the Snow"                      |

### Segunda Temporada (2005-2006)
| N.º (série) | N.º (temp.) | Título                                                               |
| ----------- | ----------- | -------------------------------------------------------------------- |
| 29          | 1a          | "Não Vendo Pra Crer (BR)" "No-See-Um is Believin'!"                  |
| 30          | 1b          | "Música de Inseto (BR)" "A Little Bug Music"                         |
| 31          | 2a          | "Provando Algo Novo (BR)" "Taste-Bugs"                               |
| 32          | 2b          | "No Topo da Árvore (BR)" "Top O'Big Tree"                            |
| 33          | 3a          | "Captain Sunny Patch"                                                |
| 34          | 3b          | "Captain Sunny Patch Flies Again"                                    |
| 35          | 4a          | "O Resfriado Forjado (BR)" "The Bug Flu"                             |
| 36          | 4b          | "Uma História do Tempo (BR)" "A Time Telling Tale"                   |
| 37          | 5a          | "A Árvore da Família (BR)" "Family Tree"                             |
| 38          | 5b          | "Bichinho do Medo (BR)" "The Jitterbug"                              |
| 39          | 6a          | "A Pedra de Reflexão (BR)" "The Thinking Stone"                      |
| 40          | 6b          | "Babá de Bichinho (BR)" "Big Bad Buggysitter"                        |
| 41          | 7a          | "Conseguindo Enxergar (BR)" "Seeing Straight"                        |
| 42          | 7b          | "Fazendo as Pazes (BR)" "Stumped!"                                   |
| 43          | 8a          | "Oito Patinhas (BR)" "Eight Legs Up"                                 |
| 44          | 8b          | "Mamãe Aranha (BR)" "Spider Mom"                                     |
| 45          | 9a          | "Amiguinhos Insetinhos (BR)" "Best Bug Buddies"                      |
| 46          | 9b          | "Vamos Dormir, Maninhos (BR)" "Snuggle Bugs"                         |
| 47          | 10          | "A Rã Secreta (BR)" "Secret Frog"                                    |
| 48          | 11          | "O Grande Inseto Verde (BR)" "The Big Green Bug"                     |
| 49          | 12          | "Seja Bom Com os Insetos e as Rãs (BR)" "Be Good to Bugs… and Frogs" |

### Terceira Temporada (2006-2008)
| N.º (série) | N.º (temp.) | Título                                                    |
| ----------- | ----------- | --------------------------------------------------------- |
| 50          | 1b          | "Fungo entre Nós (BR)" "Fungus Among Us"                  |
| 51          | 1b          | "O Chão é uma Prisão (BR)" "Ground Bound"                 |
| 52          | 2a          | "Voar e Coçar (BR)" "Pitch and Itch"                      |
| 53          | 2b          | "Voltar a Sorrir (BR)" "Bounce Back"                      |
| 54          | 3a          | "Cantados e Perdidos (BR)" "Lost and Sound"               |
| 55          | 3b          | "A Festa é Minha (BR)" "It's My Party"                    |
| 56          | 4a          | "Nana Neném (BR)" "Lulla-Bug"                             |
| 57          | 4b          | "Pai Perfeito (BR)" "The Most Perfect Parent"             |
| 58          | 5a          | "Segura a Água! (BR)" "Dam the Puddle"                    |
| 59          | 5b          | "A Força da Flor (BR)" "Flower Power"                     |
| 60          | 6a          | "Encantador de Serpentes (BR)" "Snake Charmer"            |
| 61          | 6b          | "A Festa dos Pais (BR)" "A Party for Pops"                |
| 62          | 7a          | "Sapo na Lua (BR)" "Frog in the Moon"                     |
| 63          | 7b          | "Canções do Sol e da Lua (BR)" "Moon Music and Sun Songs" |
| 64          | 8a          | "Insetos a Galope (BR)" "Giddy Up Bugs"                   |
| 65          | 8b          | "A Parábola da Pelúcia (BR)" "A Plushy Parable"           |
| 66          | 9a          | "O Imitador (BR)" "Mr. Mocking-Bug"                       |
| 67          | 9b          | "Amigos Fedorentos (BR)" "Odd Bug Fellows"                |
| 68          | 10a         | "À Espera da Primavera (BR)" "Spring Unsprung"            |
| 69          | 10b         | "Abelhas Estabanadas (BR)" "Bumbling Bees"                |
| 70          | 11a         | "O Eclipse (BR)" "Eclipse"                                |
| 71          | 11b         | "Insetos Detetives (BR)" "Hide and Sleuth"                |
| 72          | 12a         | "Mestre Louva-a-Deus (BR)" "Master Mantis"                |
| 73          | 12b         | "Bichoversidade (BR)" "Bug-Versity"                       |
| 74          | 13a         | "Cultivando Arbustos (BR)" "Bringing Up Shrubby"          |
| 75          | 13b         | "Colado em Você (BR)" "Stuck on You"                      |
| 76          | 14a         | "Papo de Inseto (BR)" "Bug Talk"                          |
| 77          | 14b         | "A Borboleta Atordoada (BR)" "The Befuddled Butterfly"    |
| 78          | 15a         | "Sementes de Valor (BR)" "Good Deed Seeds"                |
| 79          | 15b         | "Conchinha e o Cérebro (BR)" "Shelley and the Brain"      |
| 80          | 16a         | "A Joaninha Perdida (BR)" "Little Ladybug Lost"           |
| 81          | 16b         | "Um Tesouro de Besouros (BR)" "A Beetle-Ful Family"       |
| 82          | 17a         | "Dia e Noite (BR)" "Night and Day"                        |
| 83          | 17b         | "Espiga de Névoa (BR)" "Cob Fog"                          |

### Especial
| N.º | Título                                                                          |
| --- | ------------------------------------------------------------------------------- |
| 1   | "O Príncipe, a Princesa e a Abelha (BR)" "The Prince, The Princess and the Bee" |

## Exibição naTV Cultura
O desenho estreou dia 17 de julho de 2006 às 8h35 com reprise às 16h com o nome "Os Amigos da Miss Spider". Depois o desenho passa a ser exibido às 9h05 e às 16h15 e aos sábados às 14h30. A partir do dia 9 de outubro o desenho passa a ser exibido às 10h50 e às 14h35. Em seguida o desenho passa a ser exibido às 11h45 e às 15h15, depois às 11h45 e às 15h e em 5 de maio de 2008 às 10h de segunda a sexta; No entanto, a partir do dia 30 de junho de 2008, saiu do ar e esteve fora do ar até o dia 20 de setembro. Voltou ao ar de segunda a sexta às 15h e depois às 10h30. O desenho foi exibido até o dia 3 de julho de 2009, saiu do ar e esteve fora do ar até o dia 11 de dezembro. Na outra semana o desenho voltou a ser exibido de segunda a sábado às 15h. Foi exibido aos sábados, às 14h30, antecedido por O Mundo Redondo de Olie. No entanto em 2012 o desenho deixou de ser exibido permanentemente.[carece de fontes?]